# North American International Toy Fair
North American International Toy Fair (trước đây là American International Toy Fair hay còn gọi là Toy Fair New York - Triển lãm Đồ chơi New York) là hội chợ thương mại đồ chơi được tổ chức thường niên vào giữa tháng 2 hàng năm tại Khu hội nghị Jacob K. Javits và tại các khu triển lãm vòng quanh thành phố. Đây là triển lãm chỉ dành riêng cho các doanh nghiệp về đồ chơi – chuyên gia trong ngành, nhà bán lẻ và đại diện truyền thông. Triển lãm do Hiệp hội Doanh nghiệp Đồ chơi (The Toy Association) tổ chức. Những người quảng cáo cho Toy Fair New York thường mô tả đây là triển lãm thương mại đồ chơi lớn nhất ở Tây bán cầu.

## Lịch sử
Triển lãm Đồ chơi New York Toy Fair được khởi xướng từ năm 1903. Sự kiện đầu tiên có ít hơn mười công ty đồ chơi với xe lửa Lionel nằm trong số các sản phẩm nổi bật. Về sau này, địa điểm tổ chức đã được chuyển sang một nơi rộng hơn là số 200 Fifth Avenue do nhu cầu mở rộng số lượng khách tham dự vào năm 1910. Đến năm 1925, nó được đổi tên thành Trung tâm Đồ chơi Quốc tế.
Triễn lãm Đồ chơi thường niên lần thứ 117 được tổ chức từ ngày 22 đến ngày 25 tháng 2 năm 2020 tại Trung tâm Hội nghị Jacob K. Javits, đã thu hút hàng chục nghìn nhà sáng tạo đồ chơi (nhà sản xuất, nhà phân phối, nhà nhập khẩu, đại lý bán hàng, nhà phát minh, doanh nhân, người cấp phép, người mua lẻ) đến để xem trước đồ chơi và trò chơi trên 445.817 mét vuông thực của không gian triển lãm. Gần 1.000 phóng viên báo chí đã tham dự để đưa tin về các xu hướng đồ chơi hàng đầu. Nhìn chung, khoảng 100 quốc gia đã có mặt tại triển lãm.

## Địa điểm

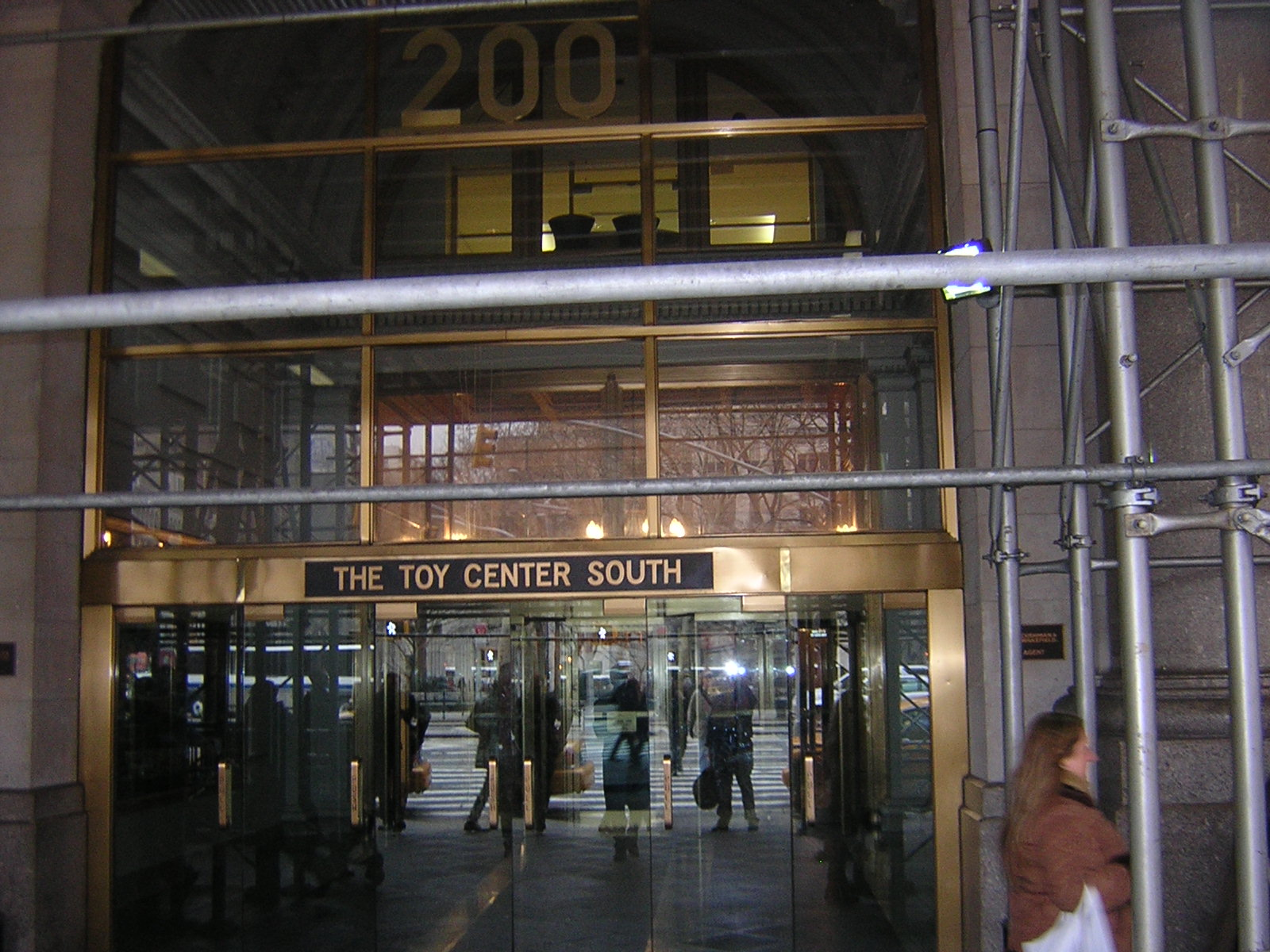
200 Fifth Avenue

Khu triển lãm Javits được tổ chức theo không gian mở, và tạo điều kiện cho đại diện từ các nhãn hàng, truyền thông đại chúng và người tiêu dùng có thể dễ dàng gặp mặt và giao lưu với nhau. Trong lịch sử, các phòng trưng bày đồ chơi ở quận gần tòa nhà Flatiron cũng cho phép người mua tham khảo ý kiến của đại diện bán hàng từ các nhà sản xuất đồ chơi lớn trong một khung cảnh yên tĩnh hơn. Mỗi tòa nhà (kết nối với nhau bằng lối đi ở tầng trên) có các phòng trưng bày tương đối nhỏ của nhiều nhà sản xuất. Các sản phẩm nổi bật bao gồm các dòng hiện tại cũng như các mẫu sản phẩm chưa giới thiệu hoặc các sản phẩm đang phát triển. Nhiều nhà sản xuất đã tổ chức các buổi chiêu đãi hoặc sự kiện trước khi diễn ra hội chợ để mời những người mua hàng, đại diện truyền thông hoặc chức sắc.

## Khách tham dự

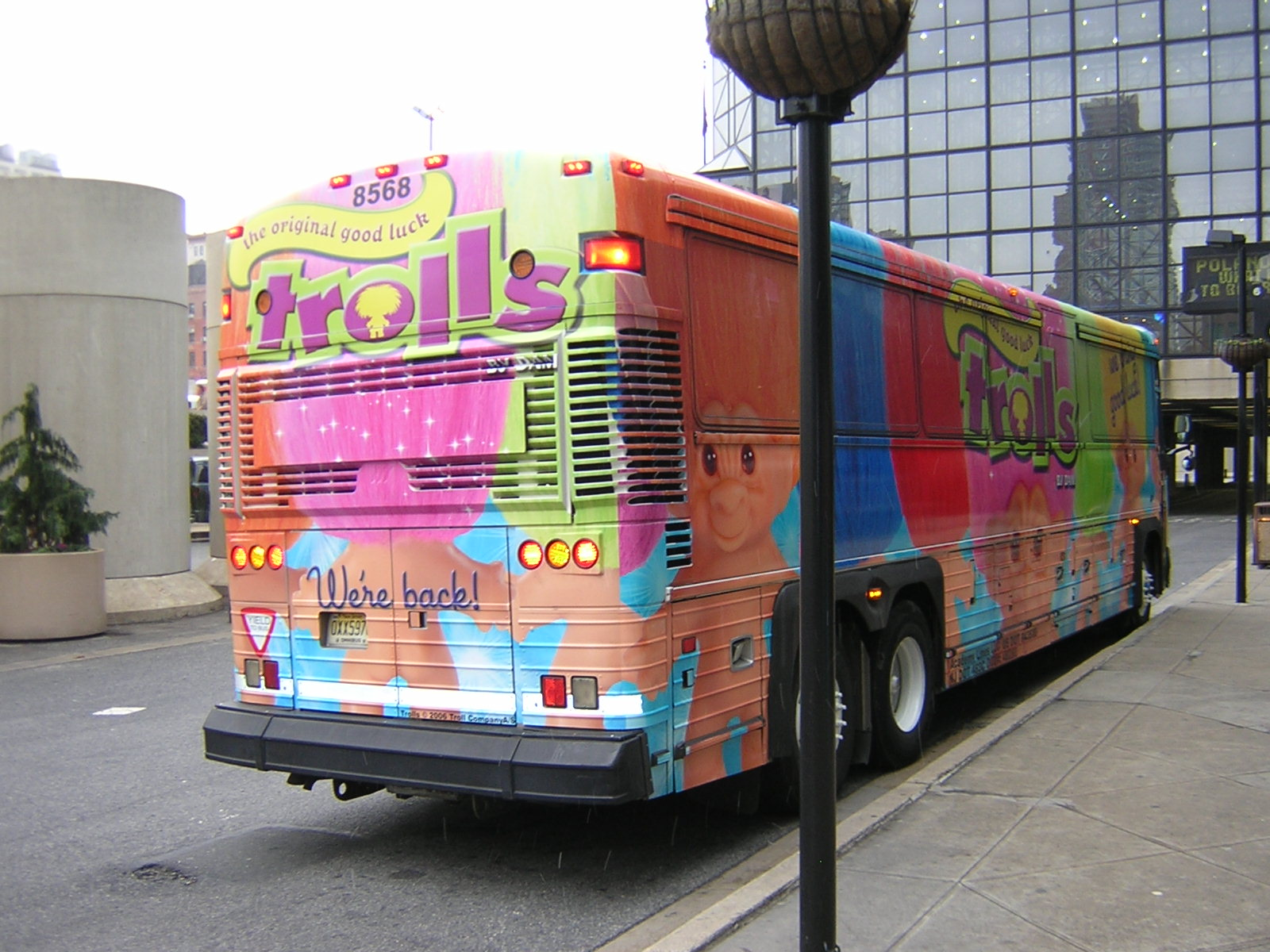
Xe buýt trang trí ảnh Trolls (đồ chơi)

Đăng ký tham dự triển lãm chỉ dành cho đại diện trong ngành. Người mua hàng được vào cửa miễn phí,  nhưng phải có bằng chứng là có tham gia vào ngành công nghiệp đồ chơi. Người đại diện và nhân viên của nhà sản xuất đồ chơi phải trả phí vào cửa và có thông tin xác thực. Người tham dự phải từ 18 tuổi trở lên.